# Дно (станция)

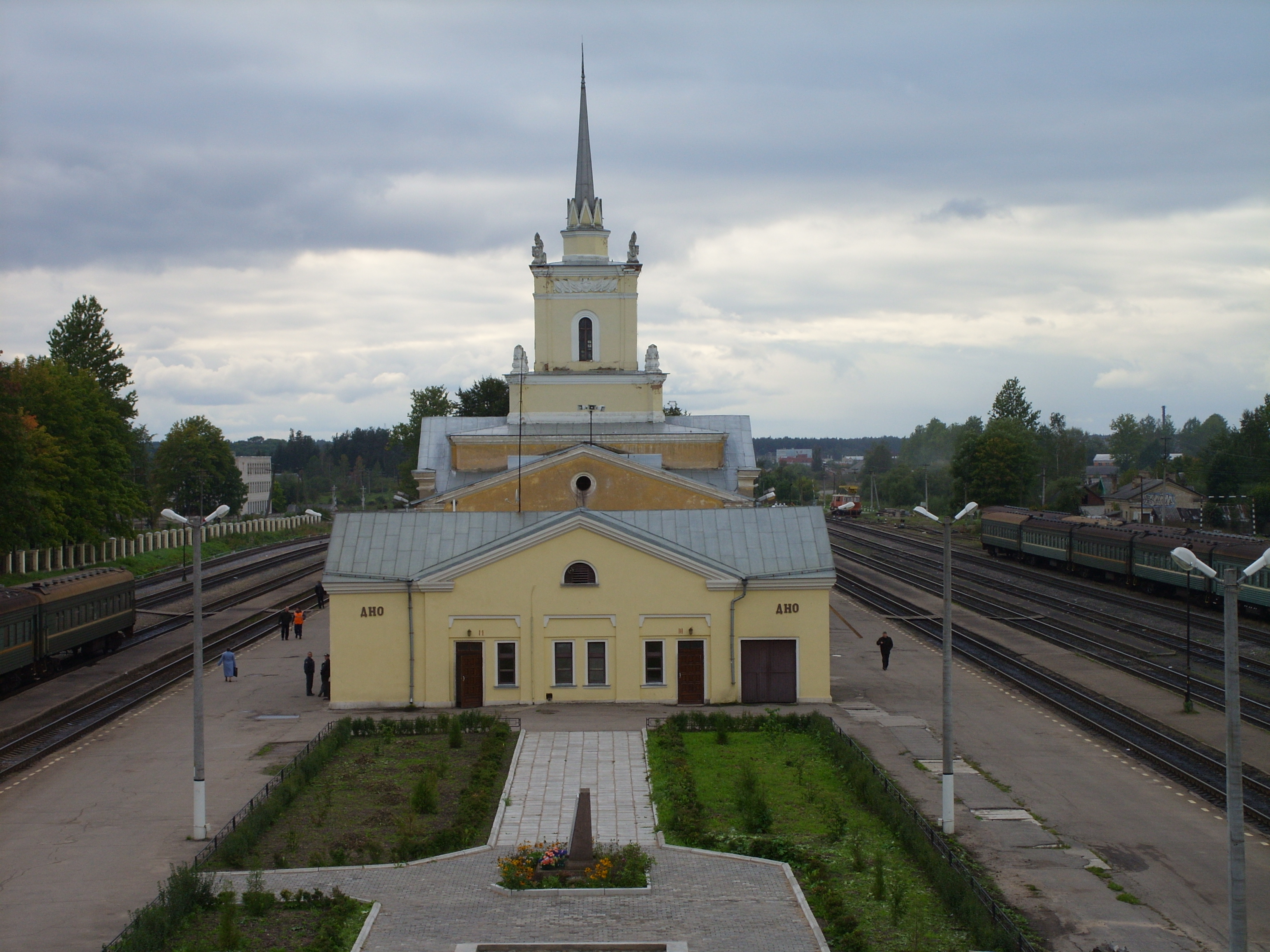
Вид на вокзал с торца

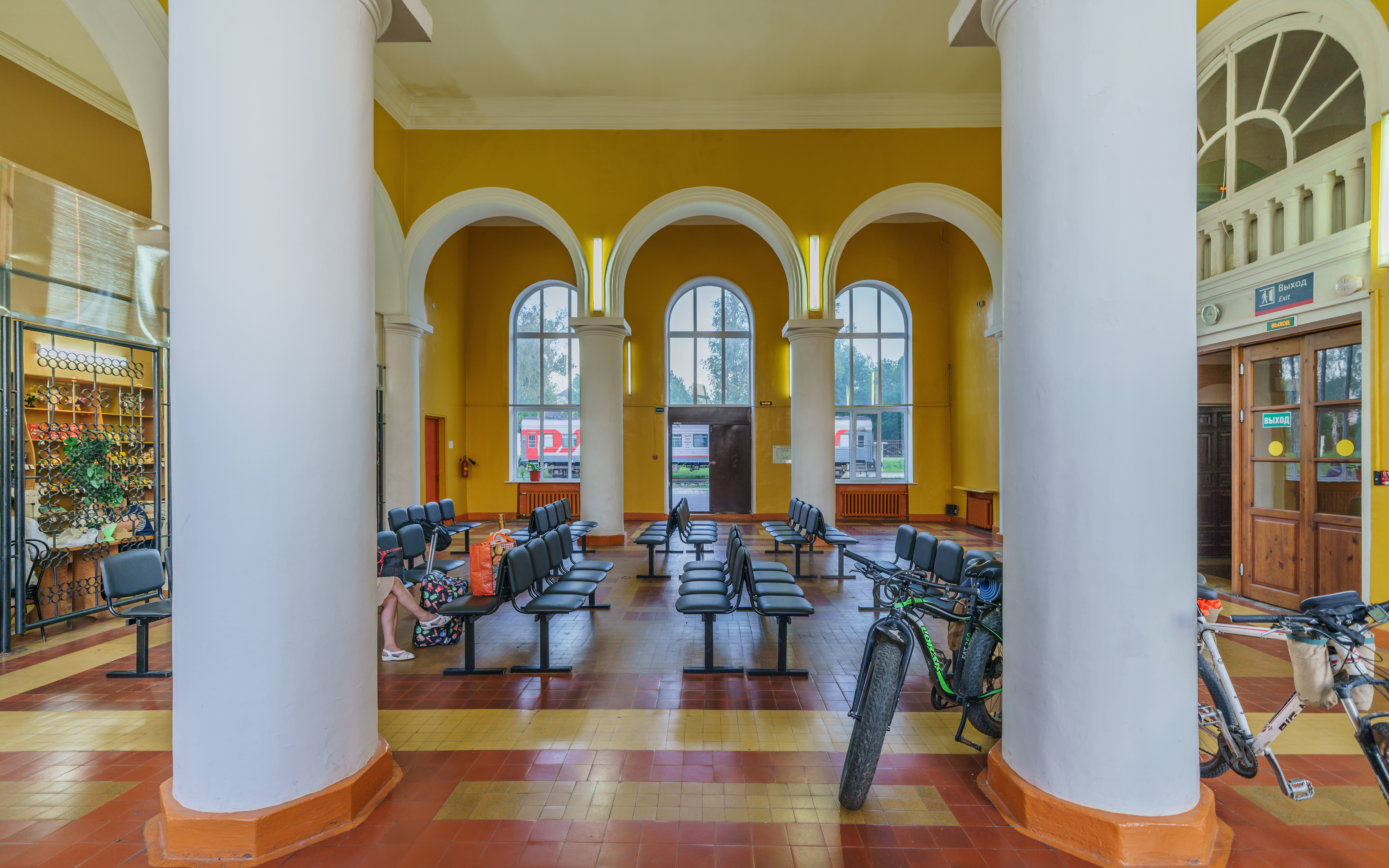
Интерьер вокзала: зал ожидания

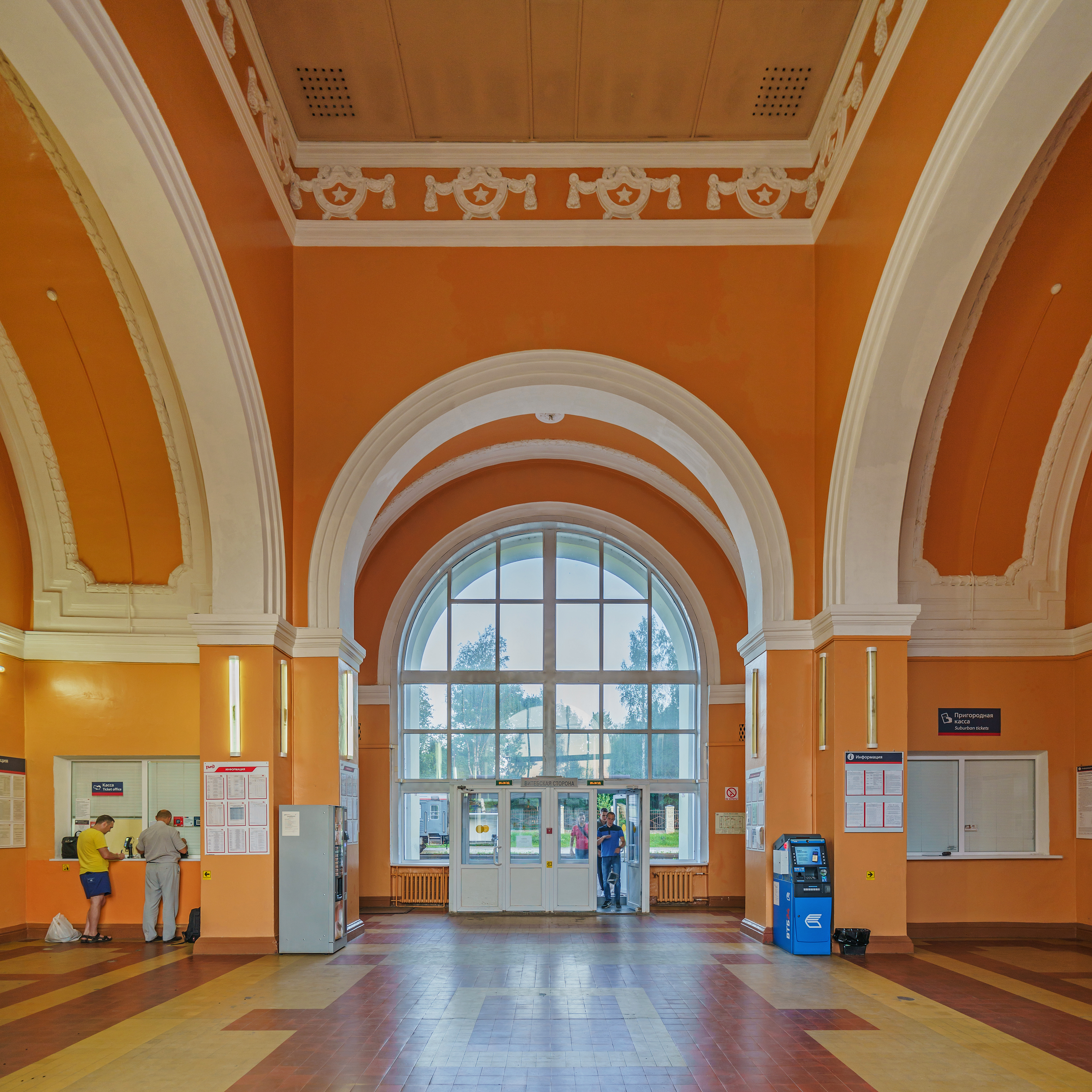
Интерьер вокзала: кассовый зал

Дно — узловая станция Октябрьской железной дороги, расположена в городе Дно Псковской области на пересечении железнодорожных линий Бологое — Псков и Санкт-Петербург — Витебск.

## История
Станция на Бологое-Псковской линии Московско-Виндаво-Рыбинской железной дороги открыта в 1897 году. В 1901 году с открытием участка Дно — Новосокольники стала узловой.
1 марта 1917 года на станцию Дно прибыл поезд Николая II. Император назначил здесь встречу Родзянко, однако тот прибыть не смог, и поезд двинулся во Псков, где 2 марта Николай подписал отречение от престола.

## Предприятия и инфраструктура
Бологое-Псковское и Санкт-Петербург-Витебское направления расположены по разные стороны станции, между ними стоит непосредственно вокзал. Бологое-Псковская ветка проходит с северной стороны прямо, а Санкт-Петербург-Витебская пересекает Бологое-Псковскую по путепроводу севернее станции. Западнее станции расположен обходной съезд, соединяющий участки на Псков и Новосокольники и обеспечивающий транзитное движение грузовых и пассажирских поездов без заезда на станцию.

### Железнодорожный вокзал
Современный вокзал построен в стиле сталинского ампира в конце 1940-х годов (архитектор В. Ф. Скаржинский). В центре вокзала расположен зал ожидания и кассы. Фасады прорезаны с двух сторон широкими арочными окнами, здание увенчано башней с высоким шпилем. Эта башня является символом города Дно. Пролёты арок соединяют основную часть вокзала со служебными помещениями.

## В культуре и искусстве
В фильме «В старых ритмах» на станции Дно группа девушек по поручению начальника уголовного розыска Ленинграда раздела итальянского эстрадного певца Макса Ланкастера.
В стихотворении С. Я. Маршака «Дама сдавала в багаж»:
Хватились на станции Дно
Потеряно место одно.
В испуге считают багаж
Диван, чемодан, саквояж…
В поэме Бориса Пастернака «Высокая болезнь» станция упоминается в связи с безуспешными попытками поезда императора Николая II проехать в Петроград в обход захваченных восставшими станций:
Ах, если бы им мог попасться
Путь, что на карты не попал.
Но быстро таяли запасы
Отмеченных на картах шпал.
Они сорта перебирали
Исщипанного полотна.
Везде ручьи вдоль рельс играли,
И будущность была мутна.
Сужался круг, редели сосны,
Два солнца встретились в окне.
Одно всходило из-за Тосны,
Другое заходило в Дне.Б. Л. Пастернак